# Ханнеліуса тема
Те́ма Ханне́ліуса — тема в шаховій композиції ортодоксального жанру. Суть теми — кожна загроза мату хибних спроб спростовується відмінним один від одного ходом чорних, а в дійсному рішенні задачі — ці спростування утворюють тематичні варіанти на які проходять загрози мату, але з чергуванням. В початковій позиції тематичні мати повинні бути незаготовлені.

## Історія
Ідею запропонував в 1950 році шаховий композитор з Фінляндії Ян Ханнеліус (07.12.1916 — 07.03.2005).
Є дві спроби білих з різною в кожній спробі загрозою оголошення мату чорному королю, але кожна спроба спростовується тематичним ходом чорних, причому ці ходи є різні. В рішенні ці ходи чорних утворюють тематичні варіанти. Загроза з першого вступного ходу проходить на хід-спростування другої хибної спроби, а загроза з другої хибної спроби проходить на хід-спростування першої хибної спроби. Таким чином пройшла переміна функцій ходів білих фігур на ходи чорних з чергуванням по принципу, наведеному в алгоритмі базової форми теми.
Ідея дістала назву від імені шахового композитора — тема Ханнеліуса. Тема має ряд форм вираження.
Алгоритм вираження базової форми:
1. ? ~ 2. A #, 1. ... a !
1. ? ~ 2. B #, 1. ... b !
1. !(?) ~
1. ... a 2. B #
1. ... b 2. A #
|   | a | b | c | d | e | f | g | h |   |
| 8 | b8 чорна тура · d8 білий кінь · a7 чорний пішак · c7 чорна тура · d7 білий пішак · e7 білий ферзь · a6 білий пішак · b6 чорний слон · a5 чорний пішак · c5 білий пішак · d5 чорний пішак · f5 білий пішак · d4 чорний король · e4 білий кінь · g4 чорний кінь · h4 чорний кінь · b3 біла тура · g3 чорний пішак · b1 білий король · e1 білий слон · f1 білий слон | b8 чорна тура · d8 білий кінь · a7 чорний пішак · c7 чорна тура · d7 білий пішак · e7 білий ферзь · a6 білий пішак · b6 чорний слон · a5 чорний пішак · c5 білий пішак · d5 чорний пішак · f5 білий пішак · d4 чорний король · e4 білий кінь · g4 чорний кінь · h4 чорний кінь · b3 біла тура · g3 чорний пішак · b1 білий король · e1 білий слон · f1 білий слон | b8 чорна тура · d8 білий кінь · a7 чорний пішак · c7 чорна тура · d7 білий пішак · e7 білий ферзь · a6 білий пішак · b6 чорний слон · a5 чорний пішак · c5 білий пішак · d5 чорний пішак · f5 білий пішак · d4 чорний король · e4 білий кінь · g4 чорний кінь · h4 чорний кінь · b3 біла тура · g3 чорний пішак · b1 білий король · e1 білий слон · f1 білий слон | b8 чорна тура · d8 білий кінь · a7 чорний пішак · c7 чорна тура · d7 білий пішак · e7 білий ферзь · a6 білий пішак · b6 чорний слон · a5 чорний пішак · c5 білий пішак · d5 чорний пішак · f5 білий пішак · d4 чорний король · e4 білий кінь · g4 чорний кінь · h4 чорний кінь · b3 біла тура · g3 чорний пішак · b1 білий король · e1 білий слон · f1 білий слон | b8 чорна тура · d8 білий кінь · a7 чорний пішак · c7 чорна тура · d7 білий пішак · e7 білий ферзь · a6 білий пішак · b6 чорний слон · a5 чорний пішак · c5 білий пішак · d5 чорний пішак · f5 білий пішак · d4 чорний король · e4 білий кінь · g4 чорний кінь · h4 чорний кінь · b3 біла тура · g3 чорний пішак · b1 білий король · e1 білий слон · f1 білий слон | b8 чорна тура · d8 білий кінь · a7 чорний пішак · c7 чорна тура · d7 білий пішак · e7 білий ферзь · a6 білий пішак · b6 чорний слон · a5 чорний пішак · c5 білий пішак · d5 чорний пішак · f5 білий пішак · d4 чорний король · e4 білий кінь · g4 чорний кінь · h4 чорний кінь · b3 біла тура · g3 чорний пішак · b1 білий король · e1 білий слон · f1 білий слон | b8 чорна тура · d8 білий кінь · a7 чорний пішак · c7 чорна тура · d7 білий пішак · e7 білий ферзь · a6 білий пішак · b6 чорний слон · a5 чорний пішак · c5 білий пішак · d5 чорний пішак · f5 білий пішак · d4 чорний король · e4 білий кінь · g4 чорний кінь · h4 чорний кінь · b3 біла тура · g3 чорний пішак · b1 білий король · e1 білий слон · f1 білий слон | b8 чорна тура · d8 білий кінь · a7 чорний пішак · c7 чорна тура · d7 білий пішак · e7 білий ферзь · a6 білий пішак · b6 чорний слон · a5 чорний пішак · c5 білий пішак · d5 чорний пішак · f5 білий пішак · d4 чорний король · e4 білий кінь · g4 чорний кінь · h4 чорний кінь · b3 біла тура · g3 чорний пішак · b1 білий король · e1 білий слон · f1 білий слон | 8 |
| 7 | b8 чорна тура · d8 білий кінь · a7 чорний пішак · c7 чорна тура · d7 білий пішак · e7 білий ферзь · a6 білий пішак · b6 чорний слон · a5 чорний пішак · c5 білий пішак · d5 чорний пішак · f5 білий пішак · d4 чорний король · e4 білий кінь · g4 чорний кінь · h4 чорний кінь · b3 біла тура · g3 чорний пішак · b1 білий король · e1 білий слон · f1 білий слон | b8 чорна тура · d8 білий кінь · a7 чорний пішак · c7 чорна тура · d7 білий пішак · e7 білий ферзь · a6 білий пішак · b6 чорний слон · a5 чорний пішак · c5 білий пішак · d5 чорний пішак · f5 білий пішак · d4 чорний король · e4 білий кінь · g4 чорний кінь · h4 чорний кінь · b3 біла тура · g3 чорний пішак · b1 білий король · e1 білий слон · f1 білий слон | b8 чорна тура · d8 білий кінь · a7 чорний пішак · c7 чорна тура · d7 білий пішак · e7 білий ферзь · a6 білий пішак · b6 чорний слон · a5 чорний пішак · c5 білий пішак · d5 чорний пішак · f5 білий пішак · d4 чорний король · e4 білий кінь · g4 чорний кінь · h4 чорний кінь · b3 біла тура · g3 чорний пішак · b1 білий король · e1 білий слон · f1 білий слон | b8 чорна тура · d8 білий кінь · a7 чорний пішак · c7 чорна тура · d7 білий пішак · e7 білий ферзь · a6 білий пішак · b6 чорний слон · a5 чорний пішак · c5 білий пішак · d5 чорний пішак · f5 білий пішак · d4 чорний король · e4 білий кінь · g4 чорний кінь · h4 чорний кінь · b3 біла тура · g3 чорний пішак · b1 білий король · e1 білий слон · f1 білий слон | b8 чорна тура · d8 білий кінь · a7 чорний пішак · c7 чорна тура · d7 білий пішак · e7 білий ферзь · a6 білий пішак · b6 чорний слон · a5 чорний пішак · c5 білий пішак · d5 чорний пішак · f5 білий пішак · d4 чорний король · e4 білий кінь · g4 чорний кінь · h4 чорний кінь · b3 біла тура · g3 чорний пішак · b1 білий король · e1 білий слон · f1 білий слон | b8 чорна тура · d8 білий кінь · a7 чорний пішак · c7 чорна тура · d7 білий пішак · e7 білий ферзь · a6 білий пішак · b6 чорний слон · a5 чорний пішак · c5 білий пішак · d5 чорний пішак · f5 білий пішак · d4 чорний король · e4 білий кінь · g4 чорний кінь · h4 чорний кінь · b3 біла тура · g3 чорний пішак · b1 білий король · e1 білий слон · f1 білий слон | b8 чорна тура · d8 білий кінь · a7 чорний пішак · c7 чорна тура · d7 білий пішак · e7 білий ферзь · a6 білий пішак · b6 чорний слон · a5 чорний пішак · c5 білий пішак · d5 чорний пішак · f5 білий пішак · d4 чорний король · e4 білий кінь · g4 чорний кінь · h4 чорний кінь · b3 біла тура · g3 чорний пішак · b1 білий король · e1 білий слон · f1 білий слон | b8 чорна тура · d8 білий кінь · a7 чорний пішак · c7 чорна тура · d7 білий пішак · e7 білий ферзь · a6 білий пішак · b6 чорний слон · a5 чорний пішак · c5 білий пішак · d5 чорний пішак · f5 білий пішак · d4 чорний король · e4 білий кінь · g4 чорний кінь · h4 чорний кінь · b3 біла тура · g3 чорний пішак · b1 білий король · e1 білий слон · f1 білий слон | 7 |
| 6 | b8 чорна тура · d8 білий кінь · a7 чорний пішак · c7 чорна тура · d7 білий пішак · e7 білий ферзь · a6 білий пішак · b6 чорний слон · a5 чорний пішак · c5 білий пішак · d5 чорний пішак · f5 білий пішак · d4 чорний король · e4 білий кінь · g4 чорний кінь · h4 чорний кінь · b3 біла тура · g3 чорний пішак · b1 білий король · e1 білий слон · f1 білий слон | b8 чорна тура · d8 білий кінь · a7 чорний пішак · c7 чорна тура · d7 білий пішак · e7 білий ферзь · a6 білий пішак · b6 чорний слон · a5 чорний пішак · c5 білий пішак · d5 чорний пішак · f5 білий пішак · d4 чорний король · e4 білий кінь · g4 чорний кінь · h4 чорний кінь · b3 біла тура · g3 чорний пішак · b1 білий король · e1 білий слон · f1 білий слон | b8 чорна тура · d8 білий кінь · a7 чорний пішак · c7 чорна тура · d7 білий пішак · e7 білий ферзь · a6 білий пішак · b6 чорний слон · a5 чорний пішак · c5 білий пішак · d5 чорний пішак · f5 білий пішак · d4 чорний король · e4 білий кінь · g4 чорний кінь · h4 чорний кінь · b3 біла тура · g3 чорний пішак · b1 білий король · e1 білий слон · f1 білий слон | b8 чорна тура · d8 білий кінь · a7 чорний пішак · c7 чорна тура · d7 білий пішак · e7 білий ферзь · a6 білий пішак · b6 чорний слон · a5 чорний пішак · c5 білий пішак · d5 чорний пішак · f5 білий пішак · d4 чорний король · e4 білий кінь · g4 чорний кінь · h4 чорний кінь · b3 біла тура · g3 чорний пішак · b1 білий король · e1 білий слон · f1 білий слон | b8 чорна тура · d8 білий кінь · a7 чорний пішак · c7 чорна тура · d7 білий пішак · e7 білий ферзь · a6 білий пішак · b6 чорний слон · a5 чорний пішак · c5 білий пішак · d5 чорний пішак · f5 білий пішак · d4 чорний король · e4 білий кінь · g4 чорний кінь · h4 чорний кінь · b3 біла тура · g3 чорний пішак · b1 білий король · e1 білий слон · f1 білий слон | b8 чорна тура · d8 білий кінь · a7 чорний пішак · c7 чорна тура · d7 білий пішак · e7 білий ферзь · a6 білий пішак · b6 чорний слон · a5 чорний пішак · c5 білий пішак · d5 чорний пішак · f5 білий пішак · d4 чорний король · e4 білий кінь · g4 чорний кінь · h4 чорний кінь · b3 біла тура · g3 чорний пішак · b1 білий король · e1 білий слон · f1 білий слон | b8 чорна тура · d8 білий кінь · a7 чорний пішак · c7 чорна тура · d7 білий пішак · e7 білий ферзь · a6 білий пішак · b6 чорний слон · a5 чорний пішак · c5 білий пішак · d5 чорний пішак · f5 білий пішак · d4 чорний король · e4 білий кінь · g4 чорний кінь · h4 чорний кінь · b3 біла тура · g3 чорний пішак · b1 білий король · e1 білий слон · f1 білий слон | b8 чорна тура · d8 білий кінь · a7 чорний пішак · c7 чорна тура · d7 білий пішак · e7 білий ферзь · a6 білий пішак · b6 чорний слон · a5 чорний пішак · c5 білий пішак · d5 чорний пішак · f5 білий пішак · d4 чорний король · e4 білий кінь · g4 чорний кінь · h4 чорний кінь · b3 біла тура · g3 чорний пішак · b1 білий король · e1 білий слон · f1 білий слон | 6 |
| 5 | b8 чорна тура · d8 білий кінь · a7 чорний пішак · c7 чорна тура · d7 білий пішак · e7 білий ферзь · a6 білий пішак · b6 чорний слон · a5 чорний пішак · c5 білий пішак · d5 чорний пішак · f5 білий пішак · d4 чорний король · e4 білий кінь · g4 чорний кінь · h4 чорний кінь · b3 біла тура · g3 чорний пішак · b1 білий король · e1 білий слон · f1 білий слон | b8 чорна тура · d8 білий кінь · a7 чорний пішак · c7 чорна тура · d7 білий пішак · e7 білий ферзь · a6 білий пішак · b6 чорний слон · a5 чорний пішак · c5 білий пішак · d5 чорний пішак · f5 білий пішак · d4 чорний король · e4 білий кінь · g4 чорний кінь · h4 чорний кінь · b3 біла тура · g3 чорний пішак · b1 білий король · e1 білий слон · f1 білий слон | b8 чорна тура · d8 білий кінь · a7 чорний пішак · c7 чорна тура · d7 білий пішак · e7 білий ферзь · a6 білий пішак · b6 чорний слон · a5 чорний пішак · c5 білий пішак · d5 чорний пішак · f5 білий пішак · d4 чорний король · e4 білий кінь · g4 чорний кінь · h4 чорний кінь · b3 біла тура · g3 чорний пішак · b1 білий король · e1 білий слон · f1 білий слон | b8 чорна тура · d8 білий кінь · a7 чорний пішак · c7 чорна тура · d7 білий пішак · e7 білий ферзь · a6 білий пішак · b6 чорний слон · a5 чорний пішак · c5 білий пішак · d5 чорний пішак · f5 білий пішак · d4 чорний король · e4 білий кінь · g4 чорний кінь · h4 чорний кінь · b3 біла тура · g3 чорний пішак · b1 білий король · e1 білий слон · f1 білий слон | b8 чорна тура · d8 білий кінь · a7 чорний пішак · c7 чорна тура · d7 білий пішак · e7 білий ферзь · a6 білий пішак · b6 чорний слон · a5 чорний пішак · c5 білий пішак · d5 чорний пішак · f5 білий пішак · d4 чорний король · e4 білий кінь · g4 чорний кінь · h4 чорний кінь · b3 біла тура · g3 чорний пішак · b1 білий король · e1 білий слон · f1 білий слон | b8 чорна тура · d8 білий кінь · a7 чорний пішак · c7 чорна тура · d7 білий пішак · e7 білий ферзь · a6 білий пішак · b6 чорний слон · a5 чорний пішак · c5 білий пішак · d5 чорний пішак · f5 білий пішак · d4 чорний король · e4 білий кінь · g4 чорний кінь · h4 чорний кінь · b3 біла тура · g3 чорний пішак · b1 білий король · e1 білий слон · f1 білий слон | b8 чорна тура · d8 білий кінь · a7 чорний пішак · c7 чорна тура · d7 білий пішак · e7 білий ферзь · a6 білий пішак · b6 чорний слон · a5 чорний пішак · c5 білий пішак · d5 чорний пішак · f5 білий пішак · d4 чорний король · e4 білий кінь · g4 чорний кінь · h4 чорний кінь · b3 біла тура · g3 чорний пішак · b1 білий король · e1 білий слон · f1 білий слон | b8 чорна тура · d8 білий кінь · a7 чорний пішак · c7 чорна тура · d7 білий пішак · e7 білий ферзь · a6 білий пішак · b6 чорний слон · a5 чорний пішак · c5 білий пішак · d5 чорний пішак · f5 білий пішак · d4 чорний король · e4 білий кінь · g4 чорний кінь · h4 чорний кінь · b3 біла тура · g3 чорний пішак · b1 білий король · e1 білий слон · f1 білий слон | 5 |
| 4 | b8 чорна тура · d8 білий кінь · a7 чорний пішак · c7 чорна тура · d7 білий пішак · e7 білий ферзь · a6 білий пішак · b6 чорний слон · a5 чорний пішак · c5 білий пішак · d5 чорний пішак · f5 білий пішак · d4 чорний король · e4 білий кінь · g4 чорний кінь · h4 чорний кінь · b3 біла тура · g3 чорний пішак · b1 білий король · e1 білий слон · f1 білий слон | b8 чорна тура · d8 білий кінь · a7 чорний пішак · c7 чорна тура · d7 білий пішак · e7 білий ферзь · a6 білий пішак · b6 чорний слон · a5 чорний пішак · c5 білий пішак · d5 чорний пішак · f5 білий пішак · d4 чорний король · e4 білий кінь · g4 чорний кінь · h4 чорний кінь · b3 біла тура · g3 чорний пішак · b1 білий король · e1 білий слон · f1 білий слон | b8 чорна тура · d8 білий кінь · a7 чорний пішак · c7 чорна тура · d7 білий пішак · e7 білий ферзь · a6 білий пішак · b6 чорний слон · a5 чорний пішак · c5 білий пішак · d5 чорний пішак · f5 білий пішак · d4 чорний король · e4 білий кінь · g4 чорний кінь · h4 чорний кінь · b3 біла тура · g3 чорний пішак · b1 білий король · e1 білий слон · f1 білий слон | b8 чорна тура · d8 білий кінь · a7 чорний пішак · c7 чорна тура · d7 білий пішак · e7 білий ферзь · a6 білий пішак · b6 чорний слон · a5 чорний пішак · c5 білий пішак · d5 чорний пішак · f5 білий пішак · d4 чорний король · e4 білий кінь · g4 чорний кінь · h4 чорний кінь · b3 біла тура · g3 чорний пішак · b1 білий король · e1 білий слон · f1 білий слон | b8 чорна тура · d8 білий кінь · a7 чорний пішак · c7 чорна тура · d7 білий пішак · e7 білий ферзь · a6 білий пішак · b6 чорний слон · a5 чорний пішак · c5 білий пішак · d5 чорний пішак · f5 білий пішак · d4 чорний король · e4 білий кінь · g4 чорний кінь · h4 чорний кінь · b3 біла тура · g3 чорний пішак · b1 білий король · e1 білий слон · f1 білий слон | b8 чорна тура · d8 білий кінь · a7 чорний пішак · c7 чорна тура · d7 білий пішак · e7 білий ферзь · a6 білий пішак · b6 чорний слон · a5 чорний пішак · c5 білий пішак · d5 чорний пішак · f5 білий пішак · d4 чорний король · e4 білий кінь · g4 чорний кінь · h4 чорний кінь · b3 біла тура · g3 чорний пішак · b1 білий король · e1 білий слон · f1 білий слон | b8 чорна тура · d8 білий кінь · a7 чорний пішак · c7 чорна тура · d7 білий пішак · e7 білий ферзь · a6 білий пішак · b6 чорний слон · a5 чорний пішак · c5 білий пішак · d5 чорний пішак · f5 білий пішак · d4 чорний король · e4 білий кінь · g4 чорний кінь · h4 чорний кінь · b3 біла тура · g3 чорний пішак · b1 білий король · e1 білий слон · f1 білий слон | b8 чорна тура · d8 білий кінь · a7 чорний пішак · c7 чорна тура · d7 білий пішак · e7 білий ферзь · a6 білий пішак · b6 чорний слон · a5 чорний пішак · c5 білий пішак · d5 чорний пішак · f5 білий пішак · d4 чорний король · e4 білий кінь · g4 чорний кінь · h4 чорний кінь · b3 біла тура · g3 чорний пішак · b1 білий король · e1 білий слон · f1 білий слон | 4 |
| 3 | b8 чорна тура · d8 білий кінь · a7 чорний пішак · c7 чорна тура · d7 білий пішак · e7 білий ферзь · a6 білий пішак · b6 чорний слон · a5 чорний пішак · c5 білий пішак · d5 чорний пішак · f5 білий пішак · d4 чорний король · e4 білий кінь · g4 чорний кінь · h4 чорний кінь · b3 біла тура · g3 чорний пішак · b1 білий король · e1 білий слон · f1 білий слон | b8 чорна тура · d8 білий кінь · a7 чорний пішак · c7 чорна тура · d7 білий пішак · e7 білий ферзь · a6 білий пішак · b6 чорний слон · a5 чорний пішак · c5 білий пішак · d5 чорний пішак · f5 білий пішак · d4 чорний король · e4 білий кінь · g4 чорний кінь · h4 чорний кінь · b3 біла тура · g3 чорний пішак · b1 білий король · e1 білий слон · f1 білий слон | b8 чорна тура · d8 білий кінь · a7 чорний пішак · c7 чорна тура · d7 білий пішак · e7 білий ферзь · a6 білий пішак · b6 чорний слон · a5 чорний пішак · c5 білий пішак · d5 чорний пішак · f5 білий пішак · d4 чорний король · e4 білий кінь · g4 чорний кінь · h4 чорний кінь · b3 біла тура · g3 чорний пішак · b1 білий король · e1 білий слон · f1 білий слон | b8 чорна тура · d8 білий кінь · a7 чорний пішак · c7 чорна тура · d7 білий пішак · e7 білий ферзь · a6 білий пішак · b6 чорний слон · a5 чорний пішак · c5 білий пішак · d5 чорний пішак · f5 білий пішак · d4 чорний король · e4 білий кінь · g4 чорний кінь · h4 чорний кінь · b3 біла тура · g3 чорний пішак · b1 білий король · e1 білий слон · f1 білий слон | b8 чорна тура · d8 білий кінь · a7 чорний пішак · c7 чорна тура · d7 білий пішак · e7 білий ферзь · a6 білий пішак · b6 чорний слон · a5 чорний пішак · c5 білий пішак · d5 чорний пішак · f5 білий пішак · d4 чорний король · e4 білий кінь · g4 чорний кінь · h4 чорний кінь · b3 біла тура · g3 чорний пішак · b1 білий король · e1 білий слон · f1 білий слон | b8 чорна тура · d8 білий кінь · a7 чорний пішак · c7 чорна тура · d7 білий пішак · e7 білий ферзь · a6 білий пішак · b6 чорний слон · a5 чорний пішак · c5 білий пішак · d5 чорний пішак · f5 білий пішак · d4 чорний король · e4 білий кінь · g4 чорний кінь · h4 чорний кінь · b3 біла тура · g3 чорний пішак · b1 білий король · e1 білий слон · f1 білий слон | b8 чорна тура · d8 білий кінь · a7 чорний пішак · c7 чорна тура · d7 білий пішак · e7 білий ферзь · a6 білий пішак · b6 чорний слон · a5 чорний пішак · c5 білий пішак · d5 чорний пішак · f5 білий пішак · d4 чорний король · e4 білий кінь · g4 чорний кінь · h4 чорний кінь · b3 біла тура · g3 чорний пішак · b1 білий король · e1 білий слон · f1 білий слон | b8 чорна тура · d8 білий кінь · a7 чорний пішак · c7 чорна тура · d7 білий пішак · e7 білий ферзь · a6 білий пішак · b6 чорний слон · a5 чорний пішак · c5 білий пішак · d5 чорний пішак · f5 білий пішак · d4 чорний король · e4 білий кінь · g4 чорний кінь · h4 чорний кінь · b3 біла тура · g3 чорний пішак · b1 білий король · e1 білий слон · f1 білий слон | 3 |
| 2 | b8 чорна тура · d8 білий кінь · a7 чорний пішак · c7 чорна тура · d7 білий пішак · e7 білий ферзь · a6 білий пішак · b6 чорний слон · a5 чорний пішак · c5 білий пішак · d5 чорний пішак · f5 білий пішак · d4 чорний король · e4 білий кінь · g4 чорний кінь · h4 чорний кінь · b3 біла тура · g3 чорний пішак · b1 білий король · e1 білий слон · f1 білий слон | b8 чорна тура · d8 білий кінь · a7 чорний пішак · c7 чорна тура · d7 білий пішак · e7 білий ферзь · a6 білий пішак · b6 чорний слон · a5 чорний пішак · c5 білий пішак · d5 чорний пішак · f5 білий пішак · d4 чорний король · e4 білий кінь · g4 чорний кінь · h4 чорний кінь · b3 біла тура · g3 чорний пішак · b1 білий король · e1 білий слон · f1 білий слон | b8 чорна тура · d8 білий кінь · a7 чорний пішак · c7 чорна тура · d7 білий пішак · e7 білий ферзь · a6 білий пішак · b6 чорний слон · a5 чорний пішак · c5 білий пішак · d5 чорний пішак · f5 білий пішак · d4 чорний король · e4 білий кінь · g4 чорний кінь · h4 чорний кінь · b3 біла тура · g3 чорний пішак · b1 білий король · e1 білий слон · f1 білий слон | b8 чорна тура · d8 білий кінь · a7 чорний пішак · c7 чорна тура · d7 білий пішак · e7 білий ферзь · a6 білий пішак · b6 чорний слон · a5 чорний пішак · c5 білий пішак · d5 чорний пішак · f5 білий пішак · d4 чорний король · e4 білий кінь · g4 чорний кінь · h4 чорний кінь · b3 біла тура · g3 чорний пішак · b1 білий король · e1 білий слон · f1 білий слон | b8 чорна тура · d8 білий кінь · a7 чорний пішак · c7 чорна тура · d7 білий пішак · e7 білий ферзь · a6 білий пішак · b6 чорний слон · a5 чорний пішак · c5 білий пішак · d5 чорний пішак · f5 білий пішак · d4 чорний король · e4 білий кінь · g4 чорний кінь · h4 чорний кінь · b3 біла тура · g3 чорний пішак · b1 білий король · e1 білий слон · f1 білий слон | b8 чорна тура · d8 білий кінь · a7 чорний пішак · c7 чорна тура · d7 білий пішак · e7 білий ферзь · a6 білий пішак · b6 чорний слон · a5 чорний пішак · c5 білий пішак · d5 чорний пішак · f5 білий пішак · d4 чорний король · e4 білий кінь · g4 чорний кінь · h4 чорний кінь · b3 біла тура · g3 чорний пішак · b1 білий король · e1 білий слон · f1 білий слон | b8 чорна тура · d8 білий кінь · a7 чорний пішак · c7 чорна тура · d7 білий пішак · e7 білий ферзь · a6 білий пішак · b6 чорний слон · a5 чорний пішак · c5 білий пішак · d5 чорний пішак · f5 білий пішак · d4 чорний король · e4 білий кінь · g4 чорний кінь · h4 чорний кінь · b3 біла тура · g3 чорний пішак · b1 білий король · e1 білий слон · f1 білий слон | b8 чорна тура · d8 білий кінь · a7 чорний пішак · c7 чорна тура · d7 білий пішак · e7 білий ферзь · a6 білий пішак · b6 чорний слон · a5 чорний пішак · c5 білий пішак · d5 чорний пішак · f5 білий пішак · d4 чорний король · e4 білий кінь · g4 чорний кінь · h4 чорний кінь · b3 біла тура · g3 чорний пішак · b1 білий король · e1 білий слон · f1 білий слон | 2 |
| 1 | b8 чорна тура · d8 білий кінь · a7 чорний пішак · c7 чорна тура · d7 білий пішак · e7 білий ферзь · a6 білий пішак · b6 чорний слон · a5 чорний пішак · c5 білий пішак · d5 чорний пішак · f5 білий пішак · d4 чорний король · e4 білий кінь · g4 чорний кінь · h4 чорний кінь · b3 біла тура · g3 чорний пішак · b1 білий король · e1 білий слон · f1 білий слон | b8 чорна тура · d8 білий кінь · a7 чорний пішак · c7 чорна тура · d7 білий пішак · e7 білий ферзь · a6 білий пішак · b6 чорний слон · a5 чорний пішак · c5 білий пішак · d5 чорний пішак · f5 білий пішак · d4 чорний король · e4 білий кінь · g4 чорний кінь · h4 чорний кінь · b3 біла тура · g3 чорний пішак · b1 білий король · e1 білий слон · f1 білий слон | b8 чорна тура · d8 білий кінь · a7 чорний пішак · c7 чорна тура · d7 білий пішак · e7 білий ферзь · a6 білий пішак · b6 чорний слон · a5 чорний пішак · c5 білий пішак · d5 чорний пішак · f5 білий пішак · d4 чорний король · e4 білий кінь · g4 чорний кінь · h4 чорний кінь · b3 біла тура · g3 чорний пішак · b1 білий король · e1 білий слон · f1 білий слон | b8 чорна тура · d8 білий кінь · a7 чорний пішак · c7 чорна тура · d7 білий пішак · e7 білий ферзь · a6 білий пішак · b6 чорний слон · a5 чорний пішак · c5 білий пішак · d5 чорний пішак · f5 білий пішак · d4 чорний король · e4 білий кінь · g4 чорний кінь · h4 чорний кінь · b3 біла тура · g3 чорний пішак · b1 білий король · e1 білий слон · f1 білий слон | b8 чорна тура · d8 білий кінь · a7 чорний пішак · c7 чорна тура · d7 білий пішак · e7 білий ферзь · a6 білий пішак · b6 чорний слон · a5 чорний пішак · c5 білий пішак · d5 чорний пішак · f5 білий пішак · d4 чорний король · e4 білий кінь · g4 чорний кінь · h4 чорний кінь · b3 біла тура · g3 чорний пішак · b1 білий король · e1 білий слон · f1 білий слон | b8 чорна тура · d8 білий кінь · a7 чорний пішак · c7 чорна тура · d7 білий пішак · e7 білий ферзь · a6 білий пішак · b6 чорний слон · a5 чорний пішак · c5 білий пішак · d5 чорний пішак · f5 білий пішак · d4 чорний король · e4 білий кінь · g4 чорний кінь · h4 чорний кінь · b3 біла тура · g3 чорний пішак · b1 білий король · e1 білий слон · f1 білий слон | b8 чорна тура · d8 білий кінь · a7 чорний пішак · c7 чорна тура · d7 білий пішак · e7 білий ферзь · a6 білий пішак · b6 чорний слон · a5 чорний пішак · c5 білий пішак · d5 чорний пішак · f5 білий пішак · d4 чорний король · e4 білий кінь · g4 чорний кінь · h4 чорний кінь · b3 біла тура · g3 чорний пішак · b1 білий король · e1 білий слон · f1 білий слон | b8 чорна тура · d8 білий кінь · a7 чорний пішак · c7 чорна тура · d7 білий пішак · e7 білий ферзь · a6 білий пішак · b6 чорний слон · a5 чорний пішак · c5 білий пішак · d5 чорний пішак · f5 білий пішак · d4 чорний король · e4 білий кінь · g4 чорний кінь · h4 чорний кінь · b3 біла тура · g3 чорний пішак · b1 білий король · e1 білий слон · f1 білий слон | 1 |
|   | a | b | c | d | e | f | g | h |   |

FEN: 1r1N4/p1rPQ3/Pb6/p1Pp1P2/3kN1nn/1R4p1/8/1K2BB2
1. S4~? ~ 2. Bc3# (A) , 1. ... Rc5! (a)
1. Sd2? ~ 2. Rd3# (B) , 1. ... Bc5! (b)
1. Sd6! ~ 2. Sb5#
1. ... Rc5 (a) 2. Rd3# (B)
1. ... Bc5 (b) 2. Bc3# (A)

## Циклічна форма
В циклічній формі хибної гри повинно бути, що найменше, три фази. Тема виражена по алгоритму:
1. ? ~ 2. A #, 1. ... a !
1. ? ~ 2. B #, 1. ... b !
1. ? ~ 2. C #, 1. ... c !
1. !(?) ~
1. ... a 2. B #
1. ... b 2. C #
1. ... c 2. A #
|   | a | b | c | d | e | f | g | h |   |
| 8 | g8 чорний слон · e7 білий кінь · g7 чорний кінь · a6 біла тура · e6 чорний пішак · g6 біла тура · b5 білий король · c5 чорний пішак · e5 чорний король · f5 білий пішак · h5 чорний пішак · d4 чорний пішак · g4 чорний пішак · e3 білий пішак · g3 чорний пішак · c2 білий слон · e2 білий ферзь | g8 чорний слон · e7 білий кінь · g7 чорний кінь · a6 біла тура · e6 чорний пішак · g6 біла тура · b5 білий король · c5 чорний пішак · e5 чорний король · f5 білий пішак · h5 чорний пішак · d4 чорний пішак · g4 чорний пішак · e3 білий пішак · g3 чорний пішак · c2 білий слон · e2 білий ферзь | g8 чорний слон · e7 білий кінь · g7 чорний кінь · a6 біла тура · e6 чорний пішак · g6 біла тура · b5 білий король · c5 чорний пішак · e5 чорний король · f5 білий пішак · h5 чорний пішак · d4 чорний пішак · g4 чорний пішак · e3 білий пішак · g3 чорний пішак · c2 білий слон · e2 білий ферзь | g8 чорний слон · e7 білий кінь · g7 чорний кінь · a6 біла тура · e6 чорний пішак · g6 біла тура · b5 білий король · c5 чорний пішак · e5 чорний король · f5 білий пішак · h5 чорний пішак · d4 чорний пішак · g4 чорний пішак · e3 білий пішак · g3 чорний пішак · c2 білий слон · e2 білий ферзь | g8 чорний слон · e7 білий кінь · g7 чорний кінь · a6 біла тура · e6 чорний пішак · g6 біла тура · b5 білий король · c5 чорний пішак · e5 чорний король · f5 білий пішак · h5 чорний пішак · d4 чорний пішак · g4 чорний пішак · e3 білий пішак · g3 чорний пішак · c2 білий слон · e2 білий ферзь | g8 чорний слон · e7 білий кінь · g7 чорний кінь · a6 біла тура · e6 чорний пішак · g6 біла тура · b5 білий король · c5 чорний пішак · e5 чорний король · f5 білий пішак · h5 чорний пішак · d4 чорний пішак · g4 чорний пішак · e3 білий пішак · g3 чорний пішак · c2 білий слон · e2 білий ферзь | g8 чорний слон · e7 білий кінь · g7 чорний кінь · a6 біла тура · e6 чорний пішак · g6 біла тура · b5 білий король · c5 чорний пішак · e5 чорний король · f5 білий пішак · h5 чорний пішак · d4 чорний пішак · g4 чорний пішак · e3 білий пішак · g3 чорний пішак · c2 білий слон · e2 білий ферзь | g8 чорний слон · e7 білий кінь · g7 чорний кінь · a6 біла тура · e6 чорний пішак · g6 біла тура · b5 білий король · c5 чорний пішак · e5 чорний король · f5 білий пішак · h5 чорний пішак · d4 чорний пішак · g4 чорний пішак · e3 білий пішак · g3 чорний пішак · c2 білий слон · e2 білий ферзь | 8 |
| 7 | g8 чорний слон · e7 білий кінь · g7 чорний кінь · a6 біла тура · e6 чорний пішак · g6 біла тура · b5 білий король · c5 чорний пішак · e5 чорний король · f5 білий пішак · h5 чорний пішак · d4 чорний пішак · g4 чорний пішак · e3 білий пішак · g3 чорний пішак · c2 білий слон · e2 білий ферзь | g8 чорний слон · e7 білий кінь · g7 чорний кінь · a6 біла тура · e6 чорний пішак · g6 біла тура · b5 білий король · c5 чорний пішак · e5 чорний король · f5 білий пішак · h5 чорний пішак · d4 чорний пішак · g4 чорний пішак · e3 білий пішак · g3 чорний пішак · c2 білий слон · e2 білий ферзь | g8 чорний слон · e7 білий кінь · g7 чорний кінь · a6 біла тура · e6 чорний пішак · g6 біла тура · b5 білий король · c5 чорний пішак · e5 чорний король · f5 білий пішак · h5 чорний пішак · d4 чорний пішак · g4 чорний пішак · e3 білий пішак · g3 чорний пішак · c2 білий слон · e2 білий ферзь | g8 чорний слон · e7 білий кінь · g7 чорний кінь · a6 біла тура · e6 чорний пішак · g6 біла тура · b5 білий король · c5 чорний пішак · e5 чорний король · f5 білий пішак · h5 чорний пішак · d4 чорний пішак · g4 чорний пішак · e3 білий пішак · g3 чорний пішак · c2 білий слон · e2 білий ферзь | g8 чорний слон · e7 білий кінь · g7 чорний кінь · a6 біла тура · e6 чорний пішак · g6 біла тура · b5 білий король · c5 чорний пішак · e5 чорний король · f5 білий пішак · h5 чорний пішак · d4 чорний пішак · g4 чорний пішак · e3 білий пішак · g3 чорний пішак · c2 білий слон · e2 білий ферзь | g8 чорний слон · e7 білий кінь · g7 чорний кінь · a6 біла тура · e6 чорний пішак · g6 біла тура · b5 білий король · c5 чорний пішак · e5 чорний король · f5 білий пішак · h5 чорний пішак · d4 чорний пішак · g4 чорний пішак · e3 білий пішак · g3 чорний пішак · c2 білий слон · e2 білий ферзь | g8 чорний слон · e7 білий кінь · g7 чорний кінь · a6 біла тура · e6 чорний пішак · g6 біла тура · b5 білий король · c5 чорний пішак · e5 чорний король · f5 білий пішак · h5 чорний пішак · d4 чорний пішак · g4 чорний пішак · e3 білий пішак · g3 чорний пішак · c2 білий слон · e2 білий ферзь | g8 чорний слон · e7 білий кінь · g7 чорний кінь · a6 біла тура · e6 чорний пішак · g6 біла тура · b5 білий король · c5 чорний пішак · e5 чорний король · f5 білий пішак · h5 чорний пішак · d4 чорний пішак · g4 чорний пішак · e3 білий пішак · g3 чорний пішак · c2 білий слон · e2 білий ферзь | 7 |
| 6 | g8 чорний слон · e7 білий кінь · g7 чорний кінь · a6 біла тура · e6 чорний пішак · g6 біла тура · b5 білий король · c5 чорний пішак · e5 чорний король · f5 білий пішак · h5 чорний пішак · d4 чорний пішак · g4 чорний пішак · e3 білий пішак · g3 чорний пішак · c2 білий слон · e2 білий ферзь | g8 чорний слон · e7 білий кінь · g7 чорний кінь · a6 біла тура · e6 чорний пішак · g6 біла тура · b5 білий король · c5 чорний пішак · e5 чорний король · f5 білий пішак · h5 чорний пішак · d4 чорний пішак · g4 чорний пішак · e3 білий пішак · g3 чорний пішак · c2 білий слон · e2 білий ферзь | g8 чорний слон · e7 білий кінь · g7 чорний кінь · a6 біла тура · e6 чорний пішак · g6 біла тура · b5 білий король · c5 чорний пішак · e5 чорний король · f5 білий пішак · h5 чорний пішак · d4 чорний пішак · g4 чорний пішак · e3 білий пішак · g3 чорний пішак · c2 білий слон · e2 білий ферзь | g8 чорний слон · e7 білий кінь · g7 чорний кінь · a6 біла тура · e6 чорний пішак · g6 біла тура · b5 білий король · c5 чорний пішак · e5 чорний король · f5 білий пішак · h5 чорний пішак · d4 чорний пішак · g4 чорний пішак · e3 білий пішак · g3 чорний пішак · c2 білий слон · e2 білий ферзь | g8 чорний слон · e7 білий кінь · g7 чорний кінь · a6 біла тура · e6 чорний пішак · g6 біла тура · b5 білий король · c5 чорний пішак · e5 чорний король · f5 білий пішак · h5 чорний пішак · d4 чорний пішак · g4 чорний пішак · e3 білий пішак · g3 чорний пішак · c2 білий слон · e2 білий ферзь | g8 чорний слон · e7 білий кінь · g7 чорний кінь · a6 біла тура · e6 чорний пішак · g6 біла тура · b5 білий король · c5 чорний пішак · e5 чорний король · f5 білий пішак · h5 чорний пішак · d4 чорний пішак · g4 чорний пішак · e3 білий пішак · g3 чорний пішак · c2 білий слон · e2 білий ферзь | g8 чорний слон · e7 білий кінь · g7 чорний кінь · a6 біла тура · e6 чорний пішак · g6 біла тура · b5 білий король · c5 чорний пішак · e5 чорний король · f5 білий пішак · h5 чорний пішак · d4 чорний пішак · g4 чорний пішак · e3 білий пішак · g3 чорний пішак · c2 білий слон · e2 білий ферзь | g8 чорний слон · e7 білий кінь · g7 чорний кінь · a6 біла тура · e6 чорний пішак · g6 біла тура · b5 білий король · c5 чорний пішак · e5 чорний король · f5 білий пішак · h5 чорний пішак · d4 чорний пішак · g4 чорний пішак · e3 білий пішак · g3 чорний пішак · c2 білий слон · e2 білий ферзь | 6 |
| 5 | g8 чорний слон · e7 білий кінь · g7 чорний кінь · a6 біла тура · e6 чорний пішак · g6 біла тура · b5 білий король · c5 чорний пішак · e5 чорний король · f5 білий пішак · h5 чорний пішак · d4 чорний пішак · g4 чорний пішак · e3 білий пішак · g3 чорний пішак · c2 білий слон · e2 білий ферзь | g8 чорний слон · e7 білий кінь · g7 чорний кінь · a6 біла тура · e6 чорний пішак · g6 біла тура · b5 білий король · c5 чорний пішак · e5 чорний король · f5 білий пішак · h5 чорний пішак · d4 чорний пішак · g4 чорний пішак · e3 білий пішак · g3 чорний пішак · c2 білий слон · e2 білий ферзь | g8 чорний слон · e7 білий кінь · g7 чорний кінь · a6 біла тура · e6 чорний пішак · g6 біла тура · b5 білий король · c5 чорний пішак · e5 чорний король · f5 білий пішак · h5 чорний пішак · d4 чорний пішак · g4 чорний пішак · e3 білий пішак · g3 чорний пішак · c2 білий слон · e2 білий ферзь | g8 чорний слон · e7 білий кінь · g7 чорний кінь · a6 біла тура · e6 чорний пішак · g6 біла тура · b5 білий король · c5 чорний пішак · e5 чорний король · f5 білий пішак · h5 чорний пішак · d4 чорний пішак · g4 чорний пішак · e3 білий пішак · g3 чорний пішак · c2 білий слон · e2 білий ферзь | g8 чорний слон · e7 білий кінь · g7 чорний кінь · a6 біла тура · e6 чорний пішак · g6 біла тура · b5 білий король · c5 чорний пішак · e5 чорний король · f5 білий пішак · h5 чорний пішак · d4 чорний пішак · g4 чорний пішак · e3 білий пішак · g3 чорний пішак · c2 білий слон · e2 білий ферзь | g8 чорний слон · e7 білий кінь · g7 чорний кінь · a6 біла тура · e6 чорний пішак · g6 біла тура · b5 білий король · c5 чорний пішак · e5 чорний король · f5 білий пішак · h5 чорний пішак · d4 чорний пішак · g4 чорний пішак · e3 білий пішак · g3 чорний пішак · c2 білий слон · e2 білий ферзь | g8 чорний слон · e7 білий кінь · g7 чорний кінь · a6 біла тура · e6 чорний пішак · g6 біла тура · b5 білий король · c5 чорний пішак · e5 чорний король · f5 білий пішак · h5 чорний пішак · d4 чорний пішак · g4 чорний пішак · e3 білий пішак · g3 чорний пішак · c2 білий слон · e2 білий ферзь | g8 чорний слон · e7 білий кінь · g7 чорний кінь · a6 біла тура · e6 чорний пішак · g6 біла тура · b5 білий король · c5 чорний пішак · e5 чорний король · f5 білий пішак · h5 чорний пішак · d4 чорний пішак · g4 чорний пішак · e3 білий пішак · g3 чорний пішак · c2 білий слон · e2 білий ферзь | 5 |
| 4 | g8 чорний слон · e7 білий кінь · g7 чорний кінь · a6 біла тура · e6 чорний пішак · g6 біла тура · b5 білий король · c5 чорний пішак · e5 чорний король · f5 білий пішак · h5 чорний пішак · d4 чорний пішак · g4 чорний пішак · e3 білий пішак · g3 чорний пішак · c2 білий слон · e2 білий ферзь | g8 чорний слон · e7 білий кінь · g7 чорний кінь · a6 біла тура · e6 чорний пішак · g6 біла тура · b5 білий король · c5 чорний пішак · e5 чорний король · f5 білий пішак · h5 чорний пішак · d4 чорний пішак · g4 чорний пішак · e3 білий пішак · g3 чорний пішак · c2 білий слон · e2 білий ферзь | g8 чорний слон · e7 білий кінь · g7 чорний кінь · a6 біла тура · e6 чорний пішак · g6 біла тура · b5 білий король · c5 чорний пішак · e5 чорний король · f5 білий пішак · h5 чорний пішак · d4 чорний пішак · g4 чорний пішак · e3 білий пішак · g3 чорний пішак · c2 білий слон · e2 білий ферзь | g8 чорний слон · e7 білий кінь · g7 чорний кінь · a6 біла тура · e6 чорний пішак · g6 біла тура · b5 білий король · c5 чорний пішак · e5 чорний король · f5 білий пішак · h5 чорний пішак · d4 чорний пішак · g4 чорний пішак · e3 білий пішак · g3 чорний пішак · c2 білий слон · e2 білий ферзь | g8 чорний слон · e7 білий кінь · g7 чорний кінь · a6 біла тура · e6 чорний пішак · g6 біла тура · b5 білий король · c5 чорний пішак · e5 чорний король · f5 білий пішак · h5 чорний пішак · d4 чорний пішак · g4 чорний пішак · e3 білий пішак · g3 чорний пішак · c2 білий слон · e2 білий ферзь | g8 чорний слон · e7 білий кінь · g7 чорний кінь · a6 біла тура · e6 чорний пішак · g6 біла тура · b5 білий король · c5 чорний пішак · e5 чорний король · f5 білий пішак · h5 чорний пішак · d4 чорний пішак · g4 чорний пішак · e3 білий пішак · g3 чорний пішак · c2 білий слон · e2 білий ферзь | g8 чорний слон · e7 білий кінь · g7 чорний кінь · a6 біла тура · e6 чорний пішак · g6 біла тура · b5 білий король · c5 чорний пішак · e5 чорний король · f5 білий пішак · h5 чорний пішак · d4 чорний пішак · g4 чорний пішак · e3 білий пішак · g3 чорний пішак · c2 білий слон · e2 білий ферзь | g8 чорний слон · e7 білий кінь · g7 чорний кінь · a6 біла тура · e6 чорний пішак · g6 біла тура · b5 білий король · c5 чорний пішак · e5 чорний король · f5 білий пішак · h5 чорний пішак · d4 чорний пішак · g4 чорний пішак · e3 білий пішак · g3 чорний пішак · c2 білий слон · e2 білий ферзь | 4 |
| 3 | g8 чорний слон · e7 білий кінь · g7 чорний кінь · a6 біла тура · e6 чорний пішак · g6 біла тура · b5 білий король · c5 чорний пішак · e5 чорний король · f5 білий пішак · h5 чорний пішак · d4 чорний пішак · g4 чорний пішак · e3 білий пішак · g3 чорний пішак · c2 білий слон · e2 білий ферзь | g8 чорний слон · e7 білий кінь · g7 чорний кінь · a6 біла тура · e6 чорний пішак · g6 біла тура · b5 білий король · c5 чорний пішак · e5 чорний король · f5 білий пішак · h5 чорний пішак · d4 чорний пішак · g4 чорний пішак · e3 білий пішак · g3 чорний пішак · c2 білий слон · e2 білий ферзь | g8 чорний слон · e7 білий кінь · g7 чорний кінь · a6 біла тура · e6 чорний пішак · g6 біла тура · b5 білий король · c5 чорний пішак · e5 чорний король · f5 білий пішак · h5 чорний пішак · d4 чорний пішак · g4 чорний пішак · e3 білий пішак · g3 чорний пішак · c2 білий слон · e2 білий ферзь | g8 чорний слон · e7 білий кінь · g7 чорний кінь · a6 біла тура · e6 чорний пішак · g6 біла тура · b5 білий король · c5 чорний пішак · e5 чорний король · f5 білий пішак · h5 чорний пішак · d4 чорний пішак · g4 чорний пішак · e3 білий пішак · g3 чорний пішак · c2 білий слон · e2 білий ферзь | g8 чорний слон · e7 білий кінь · g7 чорний кінь · a6 біла тура · e6 чорний пішак · g6 біла тура · b5 білий король · c5 чорний пішак · e5 чорний король · f5 білий пішак · h5 чорний пішак · d4 чорний пішак · g4 чорний пішак · e3 білий пішак · g3 чорний пішак · c2 білий слон · e2 білий ферзь | g8 чорний слон · e7 білий кінь · g7 чорний кінь · a6 біла тура · e6 чорний пішак · g6 біла тура · b5 білий король · c5 чорний пішак · e5 чорний король · f5 білий пішак · h5 чорний пішак · d4 чорний пішак · g4 чорний пішак · e3 білий пішак · g3 чорний пішак · c2 білий слон · e2 білий ферзь | g8 чорний слон · e7 білий кінь · g7 чорний кінь · a6 біла тура · e6 чорний пішак · g6 біла тура · b5 білий король · c5 чорний пішак · e5 чорний король · f5 білий пішак · h5 чорний пішак · d4 чорний пішак · g4 чорний пішак · e3 білий пішак · g3 чорний пішак · c2 білий слон · e2 білий ферзь | g8 чорний слон · e7 білий кінь · g7 чорний кінь · a6 біла тура · e6 чорний пішак · g6 біла тура · b5 білий король · c5 чорний пішак · e5 чорний король · f5 білий пішак · h5 чорний пішак · d4 чорний пішак · g4 чорний пішак · e3 білий пішак · g3 чорний пішак · c2 білий слон · e2 білий ферзь | 3 |
| 2 | g8 чорний слон · e7 білий кінь · g7 чорний кінь · a6 біла тура · e6 чорний пішак · g6 біла тура · b5 білий король · c5 чорний пішак · e5 чорний король · f5 білий пішак · h5 чорний пішак · d4 чорний пішак · g4 чорний пішак · e3 білий пішак · g3 чорний пішак · c2 білий слон · e2 білий ферзь | g8 чорний слон · e7 білий кінь · g7 чорний кінь · a6 біла тура · e6 чорний пішак · g6 біла тура · b5 білий король · c5 чорний пішак · e5 чорний король · f5 білий пішак · h5 чорний пішак · d4 чорний пішак · g4 чорний пішак · e3 білий пішак · g3 чорний пішак · c2 білий слон · e2 білий ферзь | g8 чорний слон · e7 білий кінь · g7 чорний кінь · a6 біла тура · e6 чорний пішак · g6 біла тура · b5 білий король · c5 чорний пішак · e5 чорний король · f5 білий пішак · h5 чорний пішак · d4 чорний пішак · g4 чорний пішак · e3 білий пішак · g3 чорний пішак · c2 білий слон · e2 білий ферзь | g8 чорний слон · e7 білий кінь · g7 чорний кінь · a6 біла тура · e6 чорний пішак · g6 біла тура · b5 білий король · c5 чорний пішак · e5 чорний король · f5 білий пішак · h5 чорний пішак · d4 чорний пішак · g4 чорний пішак · e3 білий пішак · g3 чорний пішак · c2 білий слон · e2 білий ферзь | g8 чорний слон · e7 білий кінь · g7 чорний кінь · a6 біла тура · e6 чорний пішак · g6 біла тура · b5 білий король · c5 чорний пішак · e5 чорний король · f5 білий пішак · h5 чорний пішак · d4 чорний пішак · g4 чорний пішак · e3 білий пішак · g3 чорний пішак · c2 білий слон · e2 білий ферзь | g8 чорний слон · e7 білий кінь · g7 чорний кінь · a6 біла тура · e6 чорний пішак · g6 біла тура · b5 білий король · c5 чорний пішак · e5 чорний король · f5 білий пішак · h5 чорний пішак · d4 чорний пішак · g4 чорний пішак · e3 білий пішак · g3 чорний пішак · c2 білий слон · e2 білий ферзь | g8 чорний слон · e7 білий кінь · g7 чорний кінь · a6 біла тура · e6 чорний пішак · g6 біла тура · b5 білий король · c5 чорний пішак · e5 чорний король · f5 білий пішак · h5 чорний пішак · d4 чорний пішак · g4 чорний пішак · e3 білий пішак · g3 чорний пішак · c2 білий слон · e2 білий ферзь | g8 чорний слон · e7 білий кінь · g7 чорний кінь · a6 біла тура · e6 чорний пішак · g6 біла тура · b5 білий король · c5 чорний пішак · e5 чорний король · f5 білий пішак · h5 чорний пішак · d4 чорний пішак · g4 чорний пішак · e3 білий пішак · g3 чорний пішак · c2 білий слон · e2 білий ферзь | 2 |
| 1 | g8 чорний слон · e7 білий кінь · g7 чорний кінь · a6 біла тура · e6 чорний пішак · g6 біла тура · b5 білий король · c5 чорний пішак · e5 чорний король · f5 білий пішак · h5 чорний пішак · d4 чорний пішак · g4 чорний пішак · e3 білий пішак · g3 чорний пішак · c2 білий слон · e2 білий ферзь | g8 чорний слон · e7 білий кінь · g7 чорний кінь · a6 біла тура · e6 чорний пішак · g6 біла тура · b5 білий король · c5 чорний пішак · e5 чорний король · f5 білий пішак · h5 чорний пішак · d4 чорний пішак · g4 чорний пішак · e3 білий пішак · g3 чорний пішак · c2 білий слон · e2 білий ферзь | g8 чорний слон · e7 білий кінь · g7 чорний кінь · a6 біла тура · e6 чорний пішак · g6 біла тура · b5 білий король · c5 чорний пішак · e5 чорний король · f5 білий пішак · h5 чорний пішак · d4 чорний пішак · g4 чорний пішак · e3 білий пішак · g3 чорний пішак · c2 білий слон · e2 білий ферзь | g8 чорний слон · e7 білий кінь · g7 чорний кінь · a6 біла тура · e6 чорний пішак · g6 біла тура · b5 білий король · c5 чорний пішак · e5 чорний король · f5 білий пішак · h5 чорний пішак · d4 чорний пішак · g4 чорний пішак · e3 білий пішак · g3 чорний пішак · c2 білий слон · e2 білий ферзь | g8 чорний слон · e7 білий кінь · g7 чорний кінь · a6 біла тура · e6 чорний пішак · g6 біла тура · b5 білий король · c5 чорний пішак · e5 чорний король · f5 білий пішак · h5 чорний пішак · d4 чорний пішак · g4 чорний пішак · e3 білий пішак · g3 чорний пішак · c2 білий слон · e2 білий ферзь | g8 чорний слон · e7 білий кінь · g7 чорний кінь · a6 біла тура · e6 чорний пішак · g6 біла тура · b5 білий король · c5 чорний пішак · e5 чорний король · f5 білий пішак · h5 чорний пішак · d4 чорний пішак · g4 чорний пішак · e3 білий пішак · g3 чорний пішак · c2 білий слон · e2 білий ферзь | g8 чорний слон · e7 білий кінь · g7 чорний кінь · a6 біла тура · e6 чорний пішак · g6 біла тура · b5 білий король · c5 чорний пішак · e5 чорний король · f5 білий пішак · h5 чорний пішак · d4 чорний пішак · g4 чорний пішак · e3 білий пішак · g3 чорний пішак · c2 білий слон · e2 білий ферзь | g8 чорний слон · e7 білий кінь · g7 чорний кінь · a6 біла тура · e6 чорний пішак · g6 біла тура · b5 білий король · c5 чорний пішак · e5 чорний король · f5 білий пішак · h5 чорний пішак · d4 чорний пішак · g4 чорний пішак · e3 білий пішак · g3 чорний пішак · c2 білий слон · e2 білий ферзь | 1 |
|   | a | b | c | d | e | f | g | h |   |

1. Dd3? ~ 2. De4# (A), 1. ... ef! (a)
1. K:c5? ~ 2. Sc6 # (B), 1. ... d3! (b)
1. Df1?  ~ 2. Df4#  (C), 1. ... de! (c)
1. Dc4! ~ 2. Dc5#
1. ... ef  (a) 2. Sc6# (B)
1. ... d3 (b) 2. Df4# (C)
1. ... de (c) 2. De4# (A)